# 妙慶寺 (金沢市)
妙慶寺（みょうけいじ）は、石川県金沢市にある浄土宗の寺院。山号は安養山。